# Róbert Bôžik
Róbert Bôžik (* 24. dubna 1964) je bývalý slovenský fotbalista.

## Fotbalová kariéra
V československé lize hrál za Spartak Trnava. Nastoupil v 1 ligovém utkání. Dále působil v Malajsii v klubu Negeri Sembilan, kde patřil s bratrem Miroslavem k aktérům tamní sázkařské aféry.

## Ligová bilance
| Ročník                                   | Zápasy | Góly | Minuty | Klub           |
| ---------------------------------------- | ------ | ---- | ------ | -------------- |
| 1. československá fotbalová liga 1986/87 | 1      | 0    | 64     | Spartak Trnava |
| CELKEM                                   | 1      | 0    | 64     |                |